# Norway Bight
Die Norway Bight (englisch für Norwegenbucht, auch bekannt als Norway Bay und Ensenada Norway) ist eine 6 km breite Bucht an der Südküste von Coronation Island im Archipel der Südlichen Orkneyinseln. Sie liegt zwischen dem Meier Point und dem Mansfield Point.
Der Name Norway Fjord für diese Bucht erscheint erstmals auf einer Landkarte, die auf den Vermessungen der Südlichen Orkneyinseln durch den norwegischen Walfängerkapitän Petter Sørlle (1884–1933) zwischen 1912 und 1913 basiert. Die Benennung passten Teilnehmer der britischen Discovery Investigations nach Vermessungen im Jahr 1933 an.